# Francesco Traini
Francesco Traini (fl. XIV secolo) è stato un pittore italiano attivo a Pisa dal 1315 al 1348 circa.

## Biografia

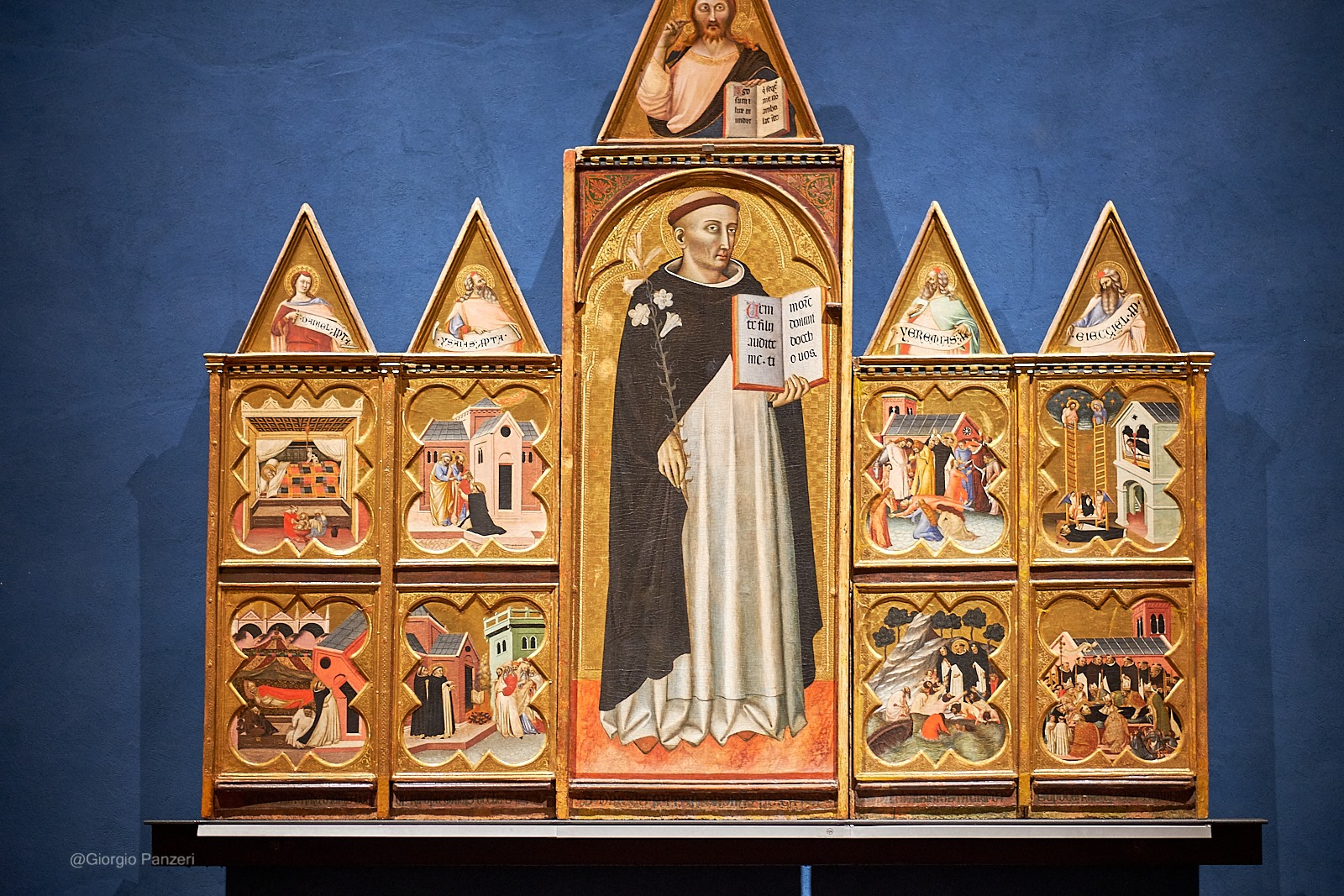
Polittico di San Domenico, Museo nazionale di San Matteo, Pisa

Secondo il Vasari, Francesco Traini si ispirò allo stile pittorico di Andrea Orcagna, ma è più probabile che si formò nell'ambito di una bottega pisana attenta agli sviluppi della coeva pittura senese (Simone Martini).
Si conosce una sola opera firmata e datata dal Traini, il polittico di San Domenico e otto storie della sua vita (1345) nella Chiesa di Santa Caterina a Pisa, (poi nel Museo nazionale di San Matteo, Pisa). Si tratta di una splendida opera, commissionata da Giovanni Coco per la propria cappella, raffigurante il santo al centro e le scene della sua vita all'interno di originali quadrilobi. Fu probabilmente l'ultima opera di Traini. 
Sulla base delle caratteristiche di stile di quest'opera, gli sono stati concordemente attribuiti altri dipinti, a partire dalla raffinata Vergine con Bambino e Sant'Anna, esposta al Princeton Museum; poi le tavole con  San Paolo oggi a Nevey, con San Michele a Lucca, Museo nazionale di Villa Guinigi e quella con Madonna col Bambino a Madrid, al Museo del Prado.
Cinque tavole di un polittico smembrato tutte conservate al museo Nazionale di San Matteo di Pisa (una Madonna e quattro Santi) possono essere testimonianza della sua attività giovanile.
Alla prima maturità (prima metà degli anni trenta) potrebbe essere ricondotta la Crocifissione del Camposanto pisano, la cui paternità è talvolta contestata al Traini. Altri affreschi del Camposanto di Pisa erano stati attribuiti al Traini, compreso Il Giudizio Universale, L'Inferno, Leggende degli Eremiti ed il famoso Trionfo della Morte, opera che attualmente è ritenuta di Buonamico Buffalmacco.
Anche l'Apoteosi di San Tommaso d'Aquino risalente al 1344, nella chiesa di Santa Caterina a Pisa, ora attribuita con maggiore convinzione a Lippo Memmi, è stata da alcuni critici del tutto espunta dal suo catalogo e da altri indicata come opera ove è presente la collaborazione.
Al Traini spetta anche la decorazione miniata della prima cantica di una Divina Commedia conservata al Musée Condé di Chantilly.